# Histiotus velatus
Histiotus velatus (I. Geoffroy, 1824) è un pipistrello della famiglia dei Vespertilionidi diffuso in America meridionale.

## Descrizione

### Dimensioni
Pipistrello di piccole dimensioni, con la lunghezza della testa e del corpo di 62,7 mm, la lunghezza dell'avambraccio tra 42 e 50 mm, la lunghezza della coda di 42,5 mm, la lunghezza del piede di 8,8 mm, la lunghezza delle orecchie tra 28 e 30 mm e un peso fino a 13 g.

### Aspetto
Le parti dorsali sono grigiastre o fulve, con la base grigia, mentre le parti ventrali sono più chiare o bianche. Il muso è largo, con due masse ghiandolari sui lati. Le orecchie sono scure, grandi, triangolari, connesse alla base da una membrana trasversale alta 3 mm e con un prominente lobo arrotondato alla base anteriore. Il trago è lungo, largo ed appuntito. Le membrane alari sono scure. La lunga coda è inclusa completamente nell'ampio uropatagio.

## Biologia

### Comportamento
Si rifugia all'interno di edifici in gruppi di circa 30-35 individui.

### Alimentazione
Si nutre di insetti.

### Riproduzione
Femmine insieme ai loro piccoli sono state osservate nello stato brasiliano di Rio de Janeiro nel mese di ottobre.

## Distribuzione e habitat
Questa specie è diffusa nel Brasile sud-orientale, Bolivia centro-occidentale, Perù centrale e meridionale, Argentina nord-occidentale e nel Paraguay sud-orientale.
Vive nelle foreste e nelle zone urbane.

## Conservazione
La IUCN Red List, considerati i problemi sulla sua tassonomia e la mancanza di recenti informazioni sull'areale, lo stato della popolazione e i requisiti ecologici, classifica H.velatus come specie con dati insufficienti (DD).